# MQ-9收割者偵察機
MQ-9「收割者」（英語：MQ-9 "Reaper"），又譯「死神」（英語：MQ-9 "Personification of Death"），是通用原子航空系统为美国空军所開發的无人机。MQ-9也是世上第一種專為長時間進行高空偵察任務而設計的武裝無人機。
雖然MQ-9的控制介面與MQ-1相同，但MQ-9更大、更重。其950軸馬力（712 kW）的渦輪螺旋槳發動機使它的巡航速度達到MQ-1的三倍，有效载荷更是達到15倍。除美國空軍外，MQ-9也被多個不同的機構採用，如美國國家航空暨太空總署將MQ-9用於科學研究，而美國海關及邊境保衛局則採購多架MQ-9用於邊境巡邏，美國中央情報局亦採購MQ-9以執行偵察與監控任務。另外，英國、荷蘭、義大利與中華民國等多個国家也採購了MQ-9。

## 研發

### 原型機
通用原子生產的第一架原型機「Predator B-001」在2001年2月2日進行首飛。其設計者為亞伯拉罕·卡雷姆。此架原型機使用950軸馬力的TPE331-10T渦輪螺旋槳發動機。該機的整體設計與MQ-1類似，但機翼由15公尺延長為20公尺。B-001機的速度達到220節（約410公里/時），並可攜帶750磅（340公斤）的有效載荷在50,000英尺（15,000公尺）的高度連續飛行30小時。
通用原子公司對B-001的設計進行了改進，並推出兩個不同的改良版本。第一個版本是安裝一具威廉斯FJ44-2A渦輪扇發動機的噴氣動力版本「Predator B-002」機體，其有效載荷為475磅（215公斤），最大升限為60,000英尺（18,000公尺），最大飛行時間為12小時。第二個版本是暱稱為「牛郎星」的Predator B-003機體。這個版本的機身經過重新設計，機翼延長至26公尺，最大起飛重量為7,000磅（3,200公斤）。該機安裝一具漢威TPE-331-10YGD渦輪螺旋槳發動機，有效載荷為3,000磅（1,400公斤），最大升限為52,000英尺（16,000公尺），最大飛行時間為36小時。
2001年10月，美國空軍同時訂購了這兩種版本用以測試，暫定的軍用代號為YMQ-9「掠奪者B」，後來重新命名為「收割者」。在經過一些測試後，美軍將B-002機的發動機改為TPE-331-10T渦輪螺旋槳發動機以方便維修。這兩架原型機目前皆於美國空軍國家博物館中展出。

### 運作狀況

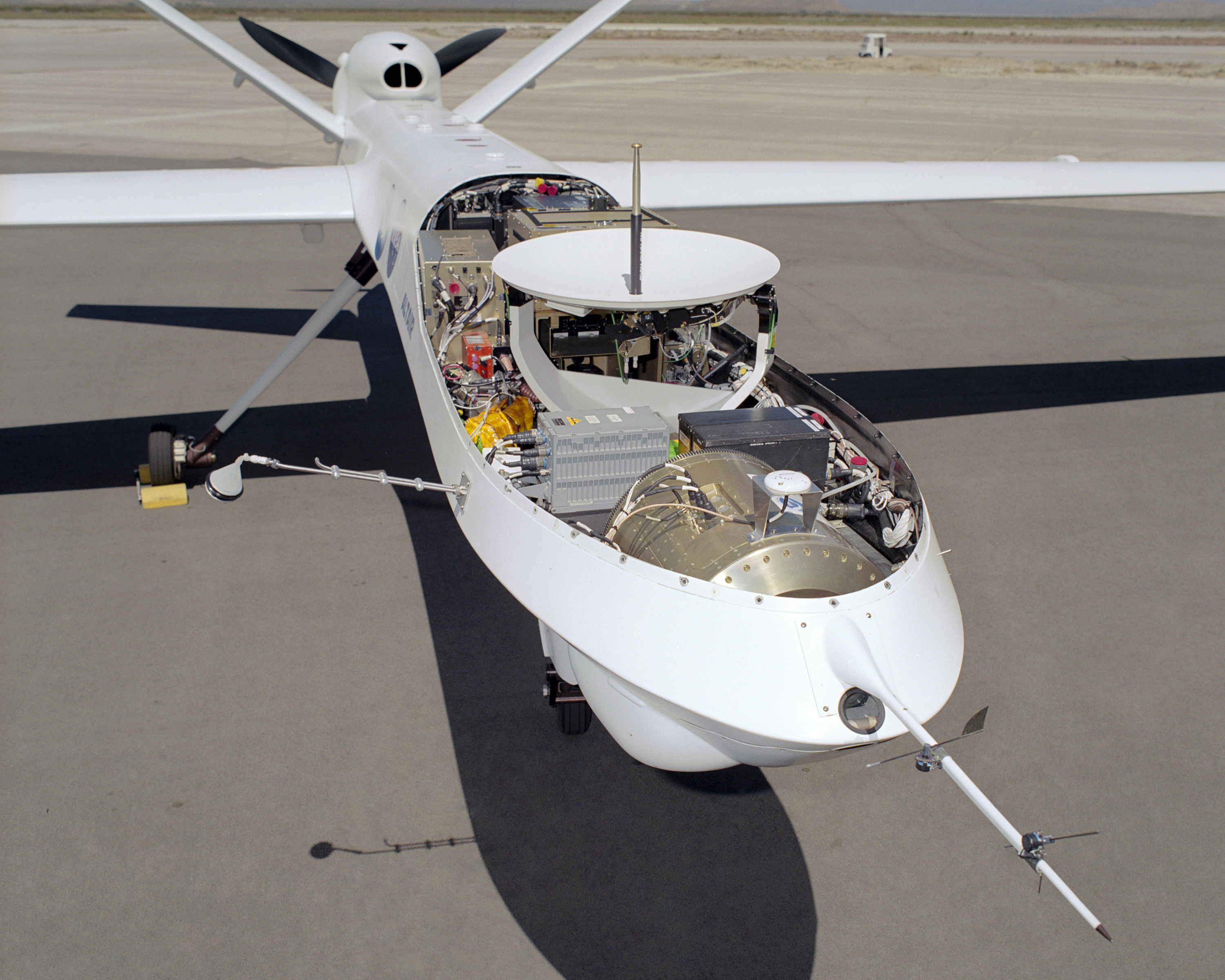
暱稱為牛郎星、由NOAA與NASA共同操作的科學研究用MQ-9，照片中分別可以見到裝置在機身內的衛星天線與最前端的電子光學/紅外線與水面高光譜擷取感應器。

MQ-9的機組人員共有三人，分別是飛行員、感測器操作員與任務情報協調員，主要駐紮在內華達州拉斯維加斯附近的克里奇空軍基地。機組員可利用機上搭載的多種感測器來觀察地形並監控目標。據報導，MQ-9上搭載的光電感測器使其可在兩英里（3.2公里）外辨識一輛車的車牌號碼。
MQ-9上裝有六組掛架，最接近機身的掛架可以掛載1,500磅（680公斤）的有效載荷，並可攜帶外置油箱。機翼中部的掛架可掛載600磅（270公斤），而最外側的掛架可掛載1,500磅（680公斤）。一架MQ-9在攜帶兩個1,000磅外置油箱與1,000磅彈藥時的續航時間為42小時，若將所有掛載點皆用於掛載武器，MQ-9的續航時間將下降至14小時。
美國空軍在2007年10月時擁有9架MQ-9，這個數字在三年後的2010年12月暴增至329架。評論家指出美軍對無人機機組人員的高要求將使美軍缺乏足夠的人員來操作MQ-9。對此，美國空軍少將威廉·盧（William Rew）表示「我們希望由飛行員來操控它們」，意即美軍不會讓這些無人機完全自主執行任務。2011年3月，時任美國國防部長勞勃·蓋茲表示，雖然美軍仍以載人戰機為主，但應認知到無人機巨大的戰略價值。他同時也提到美軍應在載人戰機與無人機上投資同樣多的資源，並提升美軍在太空戰與網路戰方面的能力。
美國空軍特種作戰司令部於2013年表示可在8小時內將一架MQ-9拆解並放入C-17運輸機中，運至目的地後也能在8小時內將其恢復為可飛行的狀態。由於MQ-1或MQ-9並未安裝空中加油設備，無法自行飛至目的地，所以僅能用中大型運輸機來運輸拆解後的無人機。同時，因前線機場缺乏無人機的相關設施，美軍會派駕駛前往前線機場以控制無人機起降，而大部分的操作將由駐紮於美國本土的機組人員執行。

### 試驗平台與後續升級
2012年11月，雷神公司完成了MQ-9掛載ADM-160誘餌彈的地面測試，使其具備執行壓制敵方防空任務的能力。隔年4月12日，該公司成功將干擾莢倉整合至MQ-9上，並在海軍陸戰隊尤馬航空站與超過二十架飛機共同執行模擬任務，展現其電子作戰能力。諾斯羅普·格魯曼公司也在2013年10月22日執行了電子戰系統的測試。MQ-9在此次測試中搭載該公司開發的Pandora電子戰系統，並與EA-6電戰機共同執行模擬任務。測試結果顯示MQ-9具備同時壓制多組整合式防空系統的能力。
美國飛彈防禦署於2011年表示該署有興趣使用MQ-9與其上搭載的AN/DAS-1 MTS-B光電偵蒐儀來進行彈道飛彈早期預警任務。根據該署提出的報告，若要執行飛彈預警任務，必須同時獲得兩架MQ-9的近紅外光與中紅外光波段感測器數據，才能對飛彈的尾焰進行三角測量。美國飛彈防禦署於2013年因成本問題終止太空追蹤與監視系統的後續計畫，選擇繼續發展MQ-9的早期預警能力。在後續的研發中，飛彈防禦署為MQ-9安裝更先進的MTS-C光電偵蒐儀，與前一代MTS-B的最大差別在於增加了遠紅外線感測器，使其能更有效的追蹤已燃盡的助推器或彈頭等溫度較低的物體。該研發計畫的目標是利用多架無人機來為神盾艦提供標準三型飛彈的射控數據。2016年6月下旬，兩架MQ-9在一次測試中成功追蹤測試彈的飛行軌跡，達成計畫的預定目標。
美國空軍科學顧問委員會於2015年6月的一項研究中提出對MQ-9的多項改進計畫，以使其可在具威脅的空域中執行任務。這些改進包括加掛空對空/空對地武器、增加高精確度GPS系統、自動起降能力、提升與有人機共同執行任務的能力與加裝雷達預警接收器。另外，報告也建議要重新設計地面控制站，使其具備易於使用的操作介面，以降低操作人員的負擔。美國空軍情監偵副參謀長羅伯特·奧托（Robert Otto）也於同年10月建議重新設計MQ-9的地面控制站，目標是讓一名操作人員即可完成大多數任務。同時，他也建議應引入自動起降能力，以大幅減少操作MQ-9的人力需求。美國空軍要求自動起降系統應讓MQ-9能在3,000英尺（約910公尺）長的跑道上進行起降作業。與之相比，手動起降的MQ-9需要5,000英尺（1.5公里）長的跑道才能進行起降作業。
2017年4月，一架MQ-9 Block 5掛載了ALR-69A雷達預警接收器執行模擬任務，證實該機可在具威脅的空域中執行任務。這使MQ-9成為第一架具備此種能力的無人機。
MQ-9在2020年9月獲得軟體升級，使每個掛架上可掛載兩枚地獄火飛彈。升級後的MQ-9最多可掛載八枚地獄火飛彈，為原先掛載數的兩倍。

## 設計

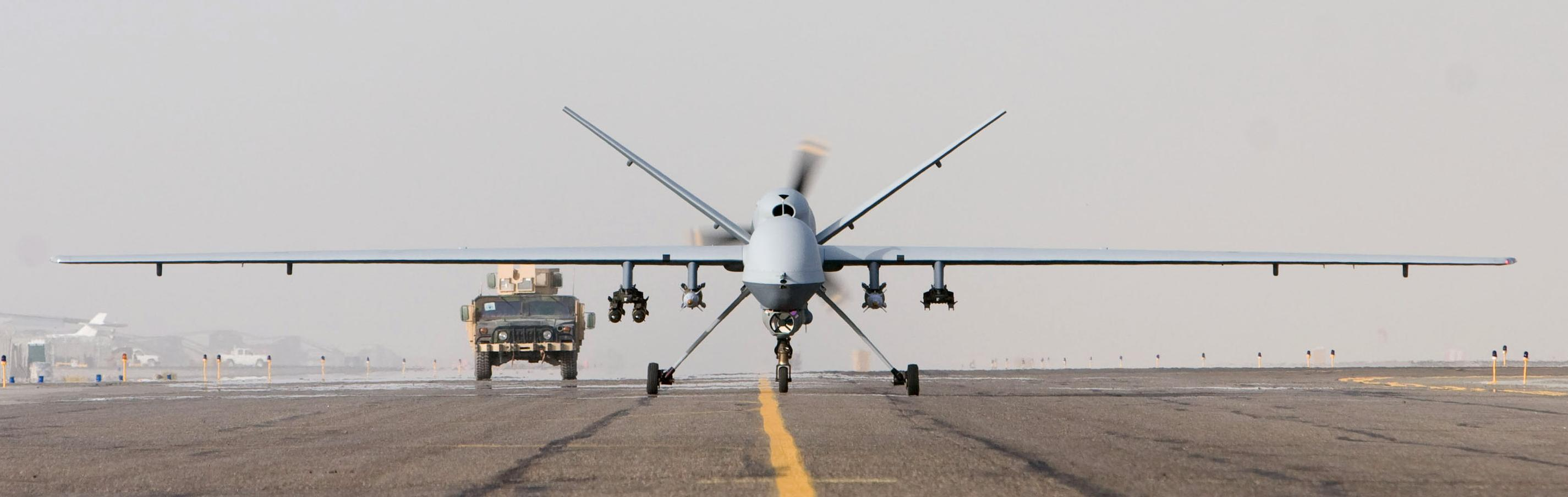
於阿富汗執行作戰任務的MQ-9

MQ-9由一具950馬力（710 kW）的渦輪螺旋槳發動機提供動力，最大速度約為260節（480公里/小時），巡航速度為150~170節（280~310公里/小時）。MQ-9的翼展為20公尺，最大有效載荷為3,800磅（1,700公斤），可掛載地獄火飛彈和500磅級的雷射導引炸彈。該機執行情監偵任務時的續航時間為30小時，滿掛載時的續航時間則下降至23小時。MQ-9的作戰半徑達到1,000海浬（1,850公里），作戰高度為50,000英尺（15,000公尺）。這使其能有效的監控同一塊作戰區域，並為地面部隊提供支援。
做為一種軍用航空器，MQ-9在設計時並未考慮到在擁擠的民用空域中飛行，缺乏「看見並閃避」（See-And-Avoid）的能力，導致其無法獲得美國聯邦航空總署的民用空域飛行許可。這使MQ-9在2005年卡崔娜颶風過後無法投入搜救行動中。美國聯邦航空總署最終於2006年5月18日頒發民用空域飛行許可，使MQ-9得以在美國上空執行任務。
MQ-9上搭載的各種裝備使其可以執行不同的作戰任務。機上搭載的AN/AAS-52廣頻譜光電感測器使MQ-9能取得目標的可見光與紅外線影像，並可用雷射測距/標定儀來導引精確制導炸彈攻擊目標。該機還配備AN/APY-8多模式合成孔徑雷達，具備地面移動目標偵測與廣域海上監視等對地/對海偵蒐功能。MQ-9還可搭載「戈爾貢凝視」廣域監控系統。該系統的第一階段版本（Increment 1）於2011年3月開始運作，可同時監控16平方公里的地表；第二階段版本（Increment 2）則整合ARGUS-IS計畫中開發的技術，使監控的覆蓋面積達到100平方公里。戈爾貢凝視由368台500萬畫素的攝影機所組成，可生成約18億畫素的影像。這些攝影機會以每秒12幀的速度對目標區域進行拍攝，每分鐘可蒐集數TB的監控影像。
通用原子公司於2012年1月更新了MQ-9的主起落架設計。新起落架增加防鎖死煞車系統與自動起降功能，並使MQ-9的最大起飛總重增加12％，最大著陸重量增加30％，且大幅減少起落架的維修需求。同年4月，通用原子宣布將為美國空軍現役的MQ-9提供升級服務，其中包括在機翼下方額外增加兩個100加侖油箱，使續航時間提升至37小時。機翼也可以增長至88英尺（27公尺），進一步提升續航時間至42小時。美軍最後訂購38架增程型MQ-9，其特點為可攜帶外掛油箱，螺旋槳葉片數改為四葉，更新起落架，並升級油料管理系統，以確保外掛油箱、機翼與機身之間的燃料保持平衡。這批MQ-9還更新了機首的光電感測器與衛星天線，以及機上搭載的航電系統，使該機能同時偵測並監控12個目標，並以每0.32秒一發的速度對地面目標發射飛彈。除此之外，增程版MQ-9也引入酒精水溶液注入系統，以縮短起飛長度。此批增程版MQ-9最終於2015年8月進入服役。
2016年2月25日，通用原子公司宣布MQ-9B試飛成功。MQ-9B的機翼延長至79英尺（24公尺），續航時間提升至40小時。除此之外，機翼上還加裝除冰系統、新式擾流板與內嵌式高頻天線，使其能精確的執行自動著陸程序。

## 服役紀錄

### 美國空軍
2007年5月1日，美國空軍在克里奇空軍基地啟用了432聯隊，負責操作MQ-9收割者無人機與MQ-1捕食者無人機。該聯隊的無人機在2007年夏季於伊拉克與阿富汗執行了首次任務。根據《空軍時報》報導，美軍MQ-9於2007年10月28日在阿富汗烏魯茲甘省德赫拉烏德地區首次發射地獄火飛彈，並成功擊殺當地的武裝分子。美國空軍中將加里·諾斯（Gary North）在2008年3月6日向媒體表示，美軍的MQ-9自服役以來已成功的執行了16次攻擊任務。
2008年7月17日，美國空軍將MQ-9部署至伊拉克巴拉德空軍基地以執行任務。2008年8月11日，美國空軍國民警衛隊第174攻擊聯隊完成MQ-9無人機的換裝，使其成為完全由MQ-9組成的作戰部隊。截至2009年3月，美國空軍已有28架MQ-9無人機在役。美國非洲司令部從2009年9月開始將MQ-9部署至塞席爾以在印度洋區域執行反海盜巡邏任務。
2009年9月13日，一架MQ-9在阿富汗上空執行任務時突然失控，並飛向阿富汗與塔吉克的邊境。隨後，一架F-15E打擊鷹式戰鬥轟炸機緊急起飛，並向該架MQ-9發射一枚AIM-9響尾蛇飛彈，成功摧毀其引擎。地面控制中心在該機墜毀前成功取回控制權，並操控該機飛往無人山區以減少墜毀時的附帶傷害。這是美國第一架被蓄意摧毀的MQ-9無人機。
截至2010年7月，一共有38架MQ-1與MQ-9在作戰行動中損失，並有另外9架在訓練任務中損失。美國空軍在2010年利用這兩種無人機執行超過33000次密接空中支援任務，比2009年多了20%以上。到2011年3月時，美軍已將48架MQ-1和MQ-9部署至伊拉克與阿富汗執行任務，而四年前僅有18架無人機部署至此區域。

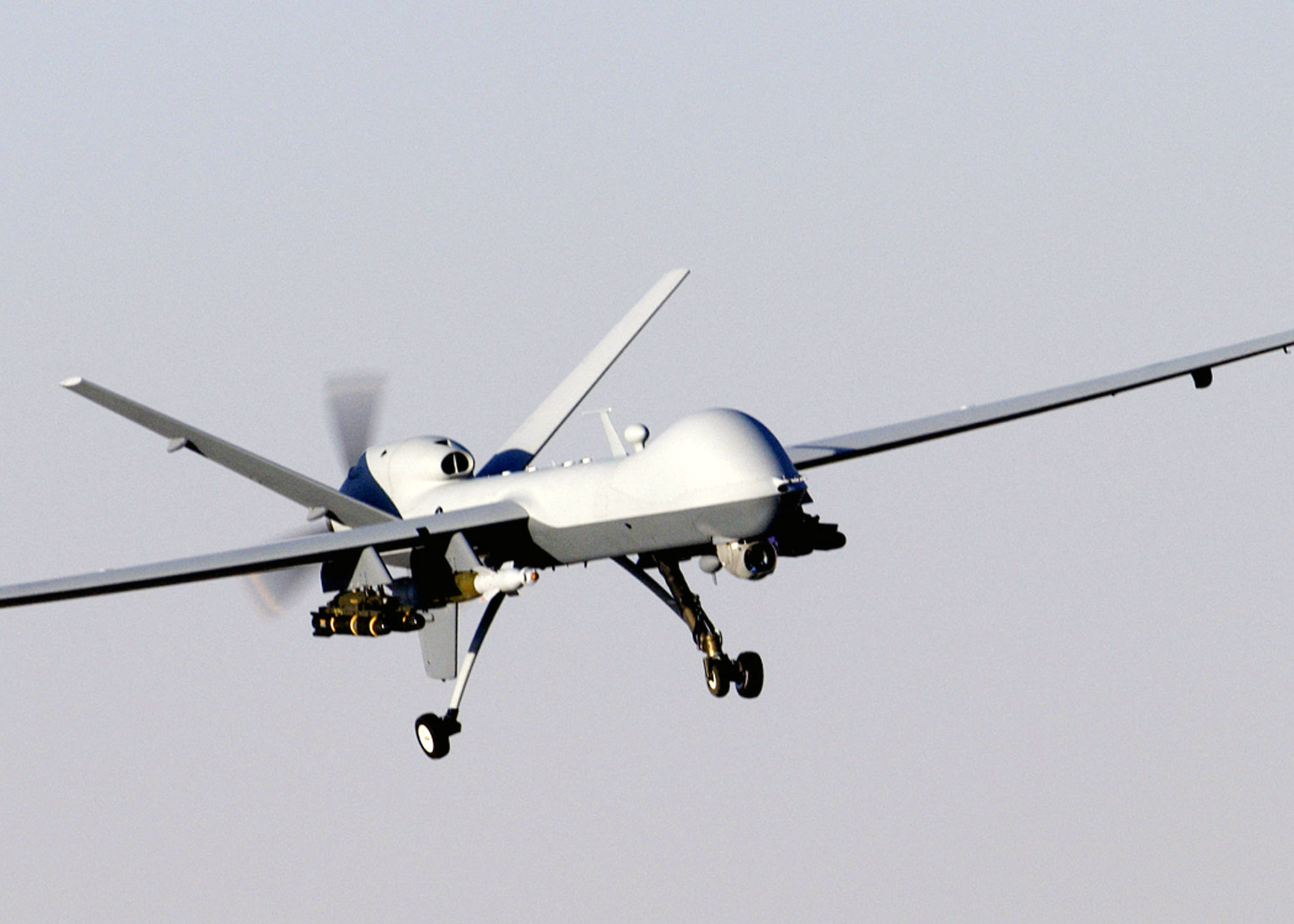
一架於阿富汗執行任務的MQ-9A

美國空軍到2011年3月時訓練出的無人機飛行員數量已經超過過去任何一種戰機的飛行員。由於經常要進行高危險性的任務，這些無人機也是美國空軍中損失率最高的飛行器。
2011年10月，美軍將MQ-9部署至衣索比亞的阿爾巴門奇機場，以執行對索馬利亞的偵察任務。該基地的MQ-1與MQ-9在2012年班加西事件時執行對地面目標的偵查行動。
2020年1月3日凌晨，美軍在巴格達國際機場發動空襲，MQ-9共發射4枚導彈並擊中兩輛座車，造成伊朗第二號人物聖城旅指揮官蘇萊曼尼少將和伊拉克民兵組織“人民動員組織”副指揮官穆罕迪斯等5人身亡。
2023年3月14日，一架正於克里米亞半島西南面120公里水域執行偵察任務的駐歐美軍MQ-9無人偵察機，被俄軍2架蘇-27戰機攔截，隨後偵察機被撞毀後墮海。

### 美國國家航空暨太空總署
美國國家航空暨太空總署（NASA）原本計畫自行生產一架螺旋槳動力的無人機，但後來採購了通用原子公司生產的無武裝版MQ-9，並將其取名為牛郎星號（Altair）。該機翼展較武裝版MQ-9長6.1公尺（20英尺），達26公尺（86英尺）。機上搭載的航電系統也較為先進，以符合美國聯邦航空總署的要求，使其能在民用空域中飛行。牛郎星號隸屬於NASA地球科學部，為環境研究飛機/感測器計畫的一部分。
2006年11月，NASA德來頓飛行研究中心為旗下的科學任務處購買了一架名為智慧號（Ikhana，印地安語）的無武裝版MQ-9，以進行次軌道科學實驗。2007年8月時，智慧號被用於偵查南加州野火，以協助消防員撲滅火災。加州緊急服務辦公室也曾請求NASA的協助，不到24小時後，牛郎星號即被投入救災的任務中，並在16小時的任務中繪製了埃斯佩蘭薩大火的火場邊界圖。火場邊界圖的相關研究也是NASA與美國國家森林局的一個合作計畫。
2014年12月5日，智慧號無人機被用於觀測獵戶座太空船返回艙的下降狀況。該次任務中，智慧號於8200公尺（27,000英尺）的高度巡航，並用其紅外線相機與光學相機觀測返回艙進入大氣層至落海的過程。

### 美國國土安全部門
美國海關及邊境保衛局共有9架MQ-9。其中兩架駐紮於大福克斯空軍基地，四架駐紮於華楚卡堡，另一架駐紮於科珀斯克里斯蒂海軍航空站。這九架MQ-9皆配備通用原子公司生產的Lynx合成孔徑雷達，以及雷神公司生產的MTS-B光電偵蒐儀。該局另有兩架海軍版MQ-9B「衛士」無人機，機上配備SeaVue海上搜索雷達，原有的光電偵蒐儀也經過修改，以增強搜尋海上目標的能力。這兩架MQ-9B分別駐紮於卡納維爾角空軍基地與科珀斯克里斯蒂海軍航空站，並經常和美國海岸防衛隊協同進行任務。
美國國土安全部最初訂購一架MQ-9B以執行邊境巡邏任務。該機於2005年10月4日開始執行任務，但在隔年4月25日即墜毀於亞利桑那州的沙漠中。美國國家運輸安全委員會的調查顯示，這起墜機事故可能是因為地面操作員未按照檢查清單上的指示操作無人機，誤將發動機關閉所導致。該機共執行959小時的巡邏任務，協助警方進行了2309次逮捕任務，並協助查獲3750公斤（8267磅）的大麻。
國土安全部於2006財年緊急追加一筆4500萬美元的預算以購買另一架MQ-9B。2006年9月，編號為CBP-104的MQ-9B無人機開始服役，並於同年10月18日開始執行巡邏任務。該部也於2006年10月與通用原子公司簽訂一筆3390萬美元的合約以增購兩架MQ-9B無人機與地面控制站。國土安全部於2009年2月16日宣布這批機隊將會投入更多任務中，包括美加邊境的巡邏任務。
2013年10月14日，一架MQ-9開始在美國與加拿大曼尼托巴省的邊境執行巡邏任務。該無人機駐紮於大福克斯空軍基地，將監視400公里（250英里）長的邊界。這架無人機將不會掛載武器，並需要加方的准許才可進入加拿大領空。美國政府擔心走私販、非法移民和恐怖分子可能會利用這段缺乏警力的邊界來偷渡進入美國。同時此無人偵察機任務也可以增強美加執法機關之間的合作關係。
2014年1月27日，一架海關及邊境保衛局的MQ-9因機械故障而在加州外海墜毀。海關及邊境保衛局緊急停飛其所有MQ-9，並對其進行全面檢查。

### 澳洲
2006年9月，澳洲國防科學技術組織在演習中操作了通用原子公司生產的MQ-9樣機，目的是評估該機在非法捕魚、人口販運與販毒等領域的執法能力。該機由澳洲皇家空軍愛丁堡空軍基地飛行至利爾蒙斯空軍基地，並與海軍阿米代爾級巡邏艇、皮爾巴拉軍團與聯合近海保護司令部共同執行任務。
澳洲政府於2015年2月宣布將派遣6名人員前往美國霍洛曼空軍基地 (新墨西哥州)及克里奇空軍基地接受操作MQ-9的相關訓練。
據2015年8月的報導，澳洲國防軍已開始將MQ-9投入敘利亞戰場中。這是澳軍對伊斯蘭國的軍事打擊中首次將軍事部隊部署至伊拉克之外。該次行動中，五名皇家空軍的飛官加入美國空軍第432聯隊，並以MQ-9飛行員與觀測員的身分執行任務。
2018年11月，澳洲國防部長克里斯托弗·派恩宣布澳洲將購買12至16架MQ-9。2021年4月，美國國務院批准向澳洲出口12架MQ-9B與其他配套設備，總價約16.51億美元。

### 多明尼加
一架收割者無人機在2012年被投入美國主導的毒品戰爭中，用於監控多明尼加境內的毒販。

### 法國
2013年5月31日，時任法國國防部長尚-伊夫·勒德里安宣布法國將購買兩架MQ-9收割者偵察機，這兩架無人機將於2013年底運抵法國。該機在競標中擊敗了以色列的艾坦無人偵察機，並將取代法軍現役的雪鴞無人偵察機。2013年6月27日，美國國防安全合作局通知美國國會可能向法國出售16架MQ-9、地面控制站與相關零附件，總價約15億美元。2013年8月26日，美法兩國正式簽訂購買合約，內容包括16架MQ-9以及8組地面控制站。法國也將派出人員赴美進行相關的操作訓練。
2013年9月24日，法國的第一組飛行員於新墨西哥州霍洛曼空軍基地進行了時長為2小時的首次飛行。該組飛行員皆有操作無人機的經驗，並在首次飛行之前接受為期五週的地面訓練課程，也在飛行模擬器上進行5個小時的練習。通用原子公司於同年年底向法國空軍交付2架MQ-9和1座地面控制站。2013年11月26日，法國宣布有三組飛行員已通過100小時的模擬飛行與4次實機飛行的課程，已可進入作戰序列。
2014年1月16日，法軍首次將MQ-9投入作戰序列。該次任務中的MQ-9從駐尼日美國空軍基地起飛，並被用於偵查薩赫爾地區。首批進入法國服役的MQ-9型號為Block 1，內部搭載美國的設備，而後續交付的MQ-9將安裝歐洲製的通訊系統與感測器。2014年3月31日，法國空軍宣布MQ-9在藪貓行動期間已執行超過500小時的作戰任務。2014年7月，法軍的MQ-9協助調查人員找回在馬利共和國境內墜毀的阿爾及利亞航空5017號班機的殘骸。

### 德國
德國原定要向美國採購5架MQ-9收割者偵察機、4組地面控制站以及相關零附件，並於2008年8月1日透過國防安全合作局遞交一份2.05億美元的對外有償軍事援助合約予國會批准。然而，德方暫停了此項採購計畫，並轉向以色列航太工業與萊茵金屬租用蒼鷺無人偵察機以滿足部隊對中高度長航程無人機的需求。德國國防部表示，此租借案是德軍在正式決定採購何種無人機之前的權宜之計。

### 義大利
義大利於2008年8月1日透過國防安全合作局提交總價3.3億美元的對外有償軍事援助合約，內容為訂購4架MQ-9收割者偵察機、4組地面控制站與五年的保固與維修。義大利在2009年11月追加兩架MQ-9的訂單。據報導，美國計畫向義大利出售可掛載在MQ-9上的地獄火飛彈與雷射導引炸彈，但義大利阿爾貝托·羅索將軍對美國遲遲不願將更多種武器整合至MQ-9上表示不滿，並建議義大利軍方尋求其他無人機系統作為替代。
義大利已將其MQ-9投入：
- 北約於利比亞的聯合保護者行動（英语：Operation Unified Protector），自2011年8月10日起進行了約300小時的飛行[100]
- 北約駐科索沃部隊的聯合奮進行動，自2012年3月13日開始執行任務[101]
- 2013年10月執行「我們的海」行動（英语：Operation Mare Nostrum），其任務內容為在地中海上搜索並救援海上難民[102]
- 2014年1月進駐阿富汗戰區[103]

2015年11月3日，美國批准將武器整合至義大利MQ-9上，這使義大利成為第二個讓MQ-9掛載武器的國家。這提升了義軍無人機的生存性，並可讓義大利在北約的軍事行動中擁有更大的作戰彈性。
2019年11月20日，一架屬於義大利空軍的MQ-9在利比亞塔爾胡納附近墜毀。利比亞國民軍宣稱他們擊落了該架無人機，並稱該機的操控者是支持利比亞民族團結政府的土耳其。義大利國防部證實了該架無人機墜毀的消息，並表示正在調查墜機原因。

### 荷蘭
通用原子公司於2013年6月19日與福克技術公司簽訂了一份諒解備忘錄，若荷蘭政府購買MQ-9收割者偵察機，福克技術公司將成為負責維修及保養MQ-9的廠商。
2013年11月21日，荷蘭國防部長宣布將購買MQ-9 Block5以作為荷蘭皇家空軍的中高度長航程無人機。這批MQ-9將被分配至荷蘭空軍在呂伐登空軍基地新成立的306中隊。荷蘭政府最終於2018年7月簽署了MQ-9的購買合約書。這批MQ-9將配備具有海上搜索功能的合成孔徑雷達，以及一具探測距離更遠的地面搜索雷達，可蒐集地面上的雷達及其他電磁訊號。荷蘭皇家空軍預計購買4架MQ-9與4組地面控制站，其中兩組將部屬於呂伐登空軍基地，另外兩組將部屬至前線作戰基地。這批飛機將在2020年達成全面作戰能力。荷蘭政府沒有將MQ-9武裝化的計畫，但該批MQ-9仍保有掛載武器的能力。
2022年6月1日，因應烏俄戰爭，荷蘭政府宣布將大幅增加國防預算開支，預計增購4架MQ-9。

### 西班牙
2015年8月6日，西班牙國防部宣布將在2016年以2500萬歐元（約合2700萬美元）的價格購買4架MQ-9收割者偵察機與2組地面控制站，並預計將在未來的五年內花費1.71億歐元。通用原子公司將與西班牙SENER公司合作生產無武裝版本的MQ-9以交付給西班牙，使其成為第五個擁有MQ-9的歐洲國家。除了MQ-9之外，西班牙還對德法義合作的歐洲中高度長航程無人機計畫感到興趣。
西班牙國防部於2015年10月6日宣布將採購MQ-9以執行國土安全、反叛亂與反恐任務。該採購案於同年10月30日被批准。西班牙購買MQ-9而非蒼鷺無人偵察機的主要原因是MQ-9可與其他北約盟國共用零件，進而簡化了後勤負擔。雖然西班牙對MQ-9的定位是偵察機，但他們也有將該機武裝化的計畫。訂單的前兩架無人機與第一組地面控制站於2017年交付，第三架無人機則在2018年達到初始作戰能力時交付，最後一架無人機則在2020年達成全面作戰能力時交付。

### 英國

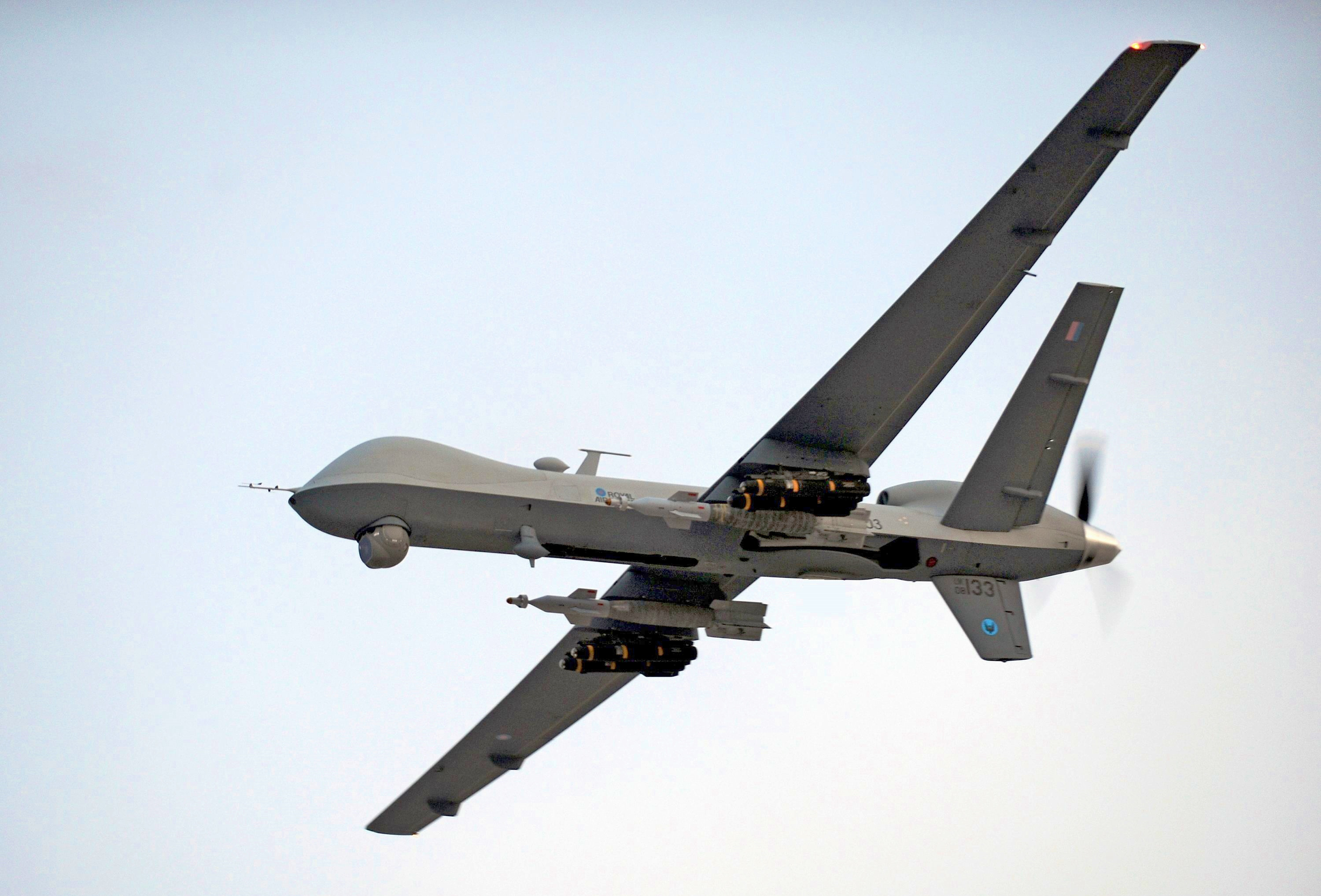
一架英國操作的MQ-9A

美國國防安全合作局於2006年9月27日告知美國國會，英國希望購買2架MQ-9A收割者偵察機。這兩架MQ-9A原先是由駐紮於內華達州克里奇空軍基地的皇家空軍第39中隊操作，後來移至沃丁頓空軍基地駐紮。隔年，英軍又購買了第三架MQ-9A。2007年11月9日，英國國防部宣布將會將MQ-9A部署至阿富汗以執行打擊塔利班的行動。隔年4月，一架MQ-9A於阿富汗境內墜毀，英方隨即派遣特種部隊前往回收機上的機敏資訊，並將其餘殘骸炸毀，以免其落入敵人手中。到2011年5月時，已有5架MQ-9A進入部隊服役，另有5架仍待交機。
英國皇家空軍第二個無人機中隊是第13中隊，該中隊於2012年10月26日正式啟用，並有5組MQ-9A在部隊中服役。該中隊於2013年4月起部署至阿富汗，操控10架MQ-9A執行任務。這十架MQ-9所組成的機隊連續執行72小時的偵查任務，為地面部隊與指揮官提供不間斷的即時影像。英國皇家空軍的英國皇家空軍的MQ-9共在阿富汗執行了71000小時的飛行任務，共投擲了510枚精確導引武器。相比之下，英軍的鷂式戰鬥機與龍捲風戰鬥轟炸機僅投擲了497枚精確導引武器。
2013年12月，由英國皇家空軍所操控的MQ-9在中國湖海軍航空站進行了硫磺石飛彈的整合測試。該次測試中，MQ-9在距離地面20000英尺的高度發射了9枚飛彈，並全數命中7至12公里外的移動與固定目標。
2014年，英國國防部決定在英軍撤出阿富汗後將MQ-9編入皇家空軍的核心機隊。MQ-9A的採購預算原是由英國財政部提供的緊急儲備金，但進入核心機隊將使其由國防部預算提供資金。這批MQ-9A將被用於執行情監偵任務（ISR），並於2018年被更先進的MQ-9B替代。2015年10月4日，時任英國首相大衛·卡麥隆宣布，英國皇家空軍將採購超過20架新型無人機以取代原有的MQ-9A。英國國防部在2016年4月公布此種新型無人機將是MQ-9B Sky Guardian的一個版本，並將於2018至2030年間分批購入。2018年7月，英方宣布此架飛機的官方名稱為Protector RG Mk.1，首機將於2023年交付。
2014年10月16日，英國國防部宣布將在著色器行動中投入MQ-9A。該行動為對伊斯蘭國的軍事打擊的一部分。此次部屬任務是英國首次在阿富汗以外的地區使用MQ-9執行任務。英方並未公布部屬的確切數量，但觀察家認為至少會有2架MQ-9被派至中東。隨著英軍主力部隊從阿富汗撤出，更多的MQ-9被投入戰場以協助多國聯軍獲得戰場情報。2014年11月10日，英軍的MQ-9A首次對伊斯蘭國武裝份子進行了空襲。該次空襲中，MQ-9對在拜伊吉附近放置簡易爆炸裝置的武裝分子發射了一枚地獄火飛彈。英國首相於2015年9月7日宣布，兩名英國籍伊斯蘭武裝份子在敘利亞拉卡附近被MQ-9發射的飛彈炸死。這是英軍首次在敘利亞內戰中使用MQ-9攻擊地面目標。截至2016年1月，英國皇家空軍所操作的MQ-9已經在著色器行動中執行了超過一千次任務。英軍在阿富汗共用MQ-9發射203枚地獄火飛彈（2008年16枚，2013年93枚，2014年94枚），而在2015年對伊斯蘭國武裝分子的作戰期間就發射了258枚地獄火飛彈。

### 印度
2017年6月，美國國務院批准向印度出售22架無人機，總價約20~30億美元。路透社報導，消息人士2023年6月透露，印度將採購由通用原子生產的MQ-9B無人機，金額約30億美元。

### 比利時
據報導，比利時國防部於2018年1月決定採購MQ-9以滿足該國對中高度長航程無人機的需求。國防部官員向媒體表示，已向相關公司發出了系統資訊需求書，並已收到對方的答覆。比利時於2018年10月確定購買MQ-9B Sky Guardian，並表示該機將會作為偵查用途，不會攜帶武器。2019年3月，美國國務院批准以6億美元的價格向比利時出售四架MQ-9B Sky Guardian無人機，並在美國國會批准通過後交付給比利時。

### 中華民國
2020年11月3日，美國國務院批准售台4架MQ-9B Sea Guardian無人機，總價約6億美元。中華民國空軍也於民國111年度國防預算中以「高高空無人機系統」的名義編列新台幣217億2,254萬元的預算以採購無人機並建置配套設施。根據時任國防部戰略規劃司長李世強中將的說法，空軍將於2025年之前接收第一架MQ-9B。
美國2023宣布軍援台灣4架MQ-9A無人機，主因是2020採購的MQ-9B交機由2025延宕至2027年，美方提供已除役的MQ-9A作為我方訓練用途。

### 卡達
2025年03月26日，美國國務院宣布出售卡達8架MQ-9B無人機，並已進入知會國會程序。

## 衍生機種

### 海軍版本

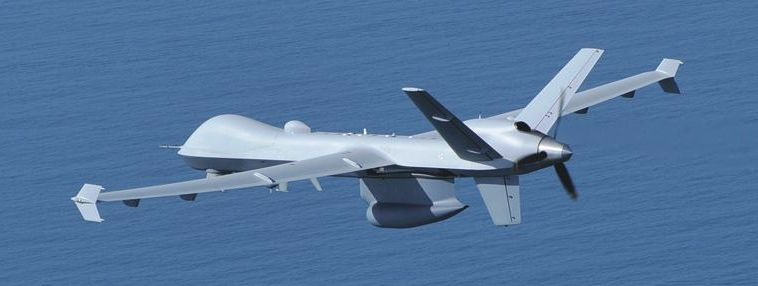
海軍版MQ-9B無人機

通用原子公司製造了一架稱為「水手」的MQ-9海軍版原型機，並參與了美國海軍的廣域海上監視（BAMS）計畫競標案。該機的機載燃油量增加了，使續航時間延長至49小時。其餘的修改包括可折疊的機翼、加固的短起落架、加裝着舰钩、精簡控制面，六組武器掛架總載荷為3000磅（1360公斤）。廣域海上監視計畫最後由諾斯洛普·格魯曼的MQ-4C海神偵察機贏得競標案。
美國海關及邊境保衛局擁有兩架被稱為「守衛者」的海軍版MQ-9。美國海岸防衛隊也對該機種進行了評估與測試，最終採購了一架海軍版MQ-9以和海關及邊境保衛局共同執行任務。
通用原子公司預計將把聲納浮標整合至「水手」原型機上，以測試MQ-9海軍版攜帶、投射、控制聲納浮標以及透過衛星數據鏈回傳相關資料的能力。

### MQ-9 Block 5
2012年5月24日，由通用原子公司製造的MQ-9 Block 1+進行了首飛。Block 1+的升級項目包括電力系統、通訊系統，增加自動著陸系統並改進了武器掛載系統。除此之外，該機的最大起飛重量也得到了提升。升級後的高性能啟動發電機可以輸出更多的電力，使MQ-9 Block 1+可搭載更多航空電子設備。同時，通用原子公司也安裝了備用發電機以及三組獨立的備用電源系統，讓MQ-9在主發電機故障時可以維持基本飛行功能。新的通訊系統為兩組AN/ARC-210 VHF/UHF無線收發機，可以用加密數據鏈與多個友軍情報機構交換資訊，並提升了通訊頻寬。該機新設計的起落架使其可攜帶更多武器或燃料。所有的開發測試工作於2012年9月完成，而此種升級後的MQ-9被賦予了Block 5的編號。
2013年10月15日，美國空軍訂購了24架MQ-9 Block 5，總價為3.774億美元。該批無人機於2017年6月23日執行了首次戰鬥任務。

### Sky Guardian

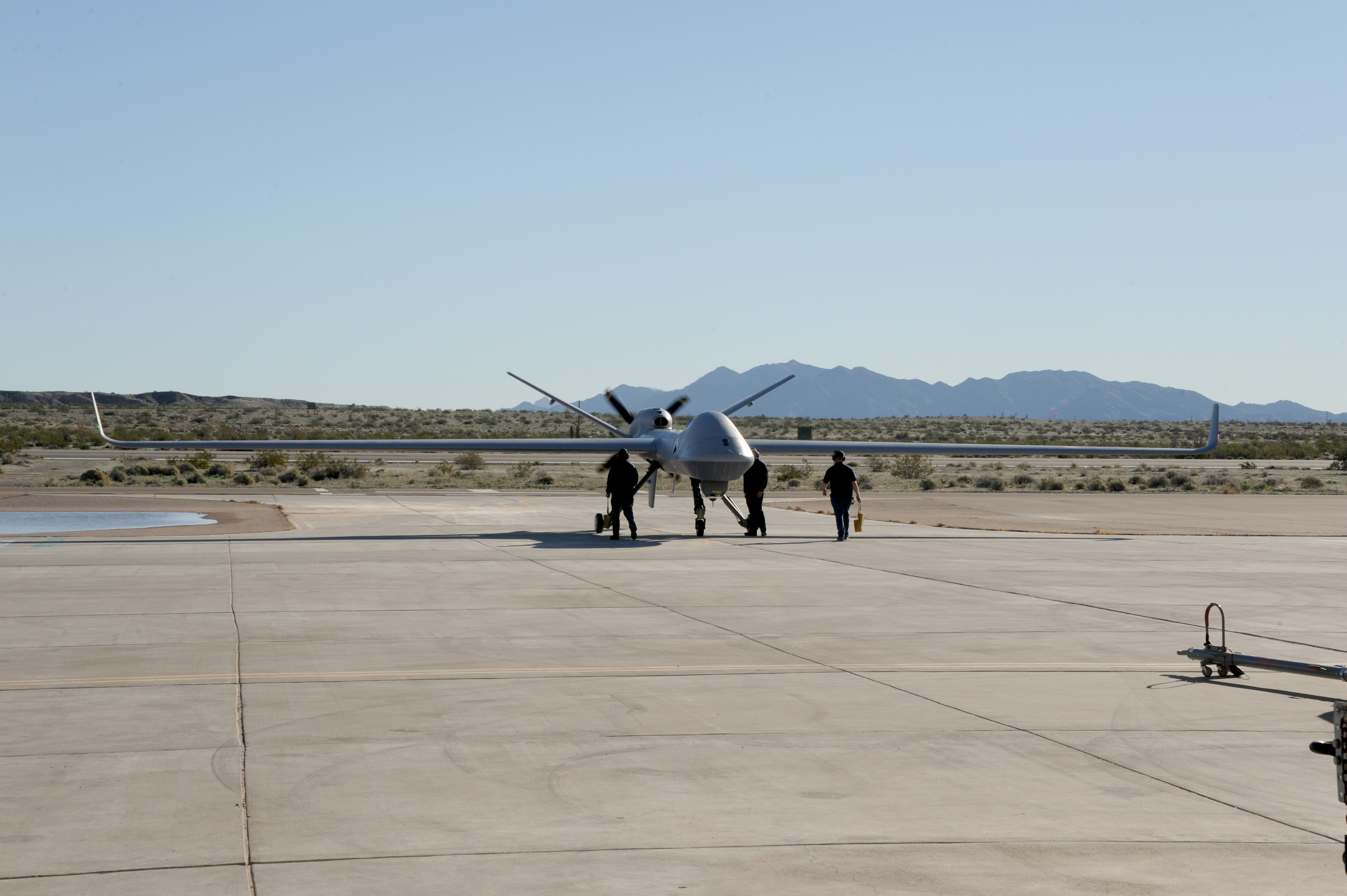
於拉古納機場進行測試飛行的MQ-9B。該次飛行中，MQ-9B創下了連續飛行48.2小時的紀錄，並成為首個被美國聯邦航空總署認證可在民用空域中飛行的無人航空器。

為滿足歐洲市場對中高度長航程無人機的需求，通用原子公司修改了MQ-9原本的設計以符合歐盟的航空相關法規。此種專為歐洲市場打造的MQ-9被稱為MQ-9B Sky Guardian。這些修改皆滿足北約STANAG 4671的要求，其中包括機身採用不同的複合材料、加裝防雷擊系統、除冰系統、自動迴避系統、空中防撞系統、自動起降系統與畫質更高的光電/紅外線攝影機。除此之外，該機的翼展延長至24公尺（79英尺），加裝了翼梢小翼，擁有更大的燃油承載能力，使MQ-9B Sky Guardian可在15,000公尺（50,000英尺）的高空持續飛行40小時。通用原子公司也為Sky Guardian重新設計了整組地面控制站，使其更符合作戰需求。
澳洲政府於2019年11月28日宣布通用原子公司的MQ-9B Sky Guardian贏得了該國的Air 7003武裝遙控飛機系統的競標案。
Sea Guardian是由Sky Guardian修改而成的一種變體。該機在原本的基礎上加裝了自動識別系統與Multimode 360對海搜索雷達。

### Protector RG Mk.1
英國政府於2016年4月宣布將購買MQ-9B Sky Guardian作為英國皇家空軍新一代的中高度長航程無人機。根據英國政府於2015年發布的白皮書，英國皇家空軍在2025年時將至少擁有20組MQ-9B無人機系統，並會完全替代現有的MQ-9A收割者偵察機。
2018年7月25日，一架通用原子公司擁有的MQ-9B Sky Guardian從美國飛至英國費爾福德空軍基地，完成了首架無人機的交付。該次飛行為MQ-9的首次跨大西洋飛行。此架MQ-9B在同年的英國皇家國際航空展中展出，機上塗有皇家空軍第31中隊的隊徽。在此之前，英國皇家空軍空軍參謀長宣布，從2023年開始，第31中隊將是英國第一個操作MQ-9B的空軍中隊，而該批無人機被英方命名為Protector RG Mk.1。英國國防部於2020年7月簽署了額外購買3架Protector RG Mk.1的合約，並保有另外13架無人機的選擇權。
Protector RG Mk.1最多可掛載18枚硫磺石飛彈或鋪路四型雷射導引炸彈。

## 操作國家
法國
- 法國空天軍
  - 1/33無人機中隊（法语：Escadron de drones 1/33 Belfort）[161]

 印度
- 印度陸軍[162]
- 印度空軍[162]
- 印度海軍[163]
  - 拉賈里海軍航空站（英语：INS Rajali）

 義大利
- 義大利空軍
  - 第32聯隊[164]

 荷蘭
- 荷蘭皇家空軍[165]
  - 呂伐登空軍基地
    - 306中隊

 西班牙
- 西班牙空軍
  - 第47混編小組[166]

 英国
- 英國皇家空軍
  - 沃丁頓空軍基地與克里奇空軍基地
    - 第13中隊[167]
    - 第39中隊[168]
    - 第54中隊（作戰轉換部隊）[169]
    - 第31中隊（將於2023年接裝英國的第一批MQ-9B）[158]

 美国
- 美國空軍[170]
  - 美國空軍空戰司令部
    - 第49聯隊
      - 第29攻擊中隊

    - 第53聯隊
      - 第556測試評估中隊

    - 第432聯隊
      - 第19攻擊中隊
      - 第42攻擊中隊

  - 美國駐歐空軍
    - 第52遠征行動小組
      - 第二支隊

  - 美國空軍特種作戰司令部
    - 第27特種作戰聯隊
      - 第33特種作戰中隊

    - 第58特種作戰聯隊
      - 第551特種作戰中隊

  - 美國空軍國民警衛隊
    - 第107攻擊聯隊
    - 第174攻擊聯隊
    - 第111攻擊聯隊
    - 第118攻擊聯隊
    - 第132聯隊
    - 第147攻擊聯隊
    - 第188聯隊
      - 第184攻擊中隊
- 美國海關及邊境保衛局[171]
  - 謝拉維斯塔基地
  - 大福克斯空軍基地
  - 卡納維爾角空軍基地
  - 科珀斯克里斯蒂海軍航空站（英语：Naval Air Station Corpus Christi）

 日本
- 海上保安廳（MQ-9B）

 中華民國
- 中華民國空軍（MQ-9A/B）

- 卡達皇家空軍（MQ-9B）

## 規格（MQ-9A）
資料來源
一般資料
- 製造商：通用原子航空系統

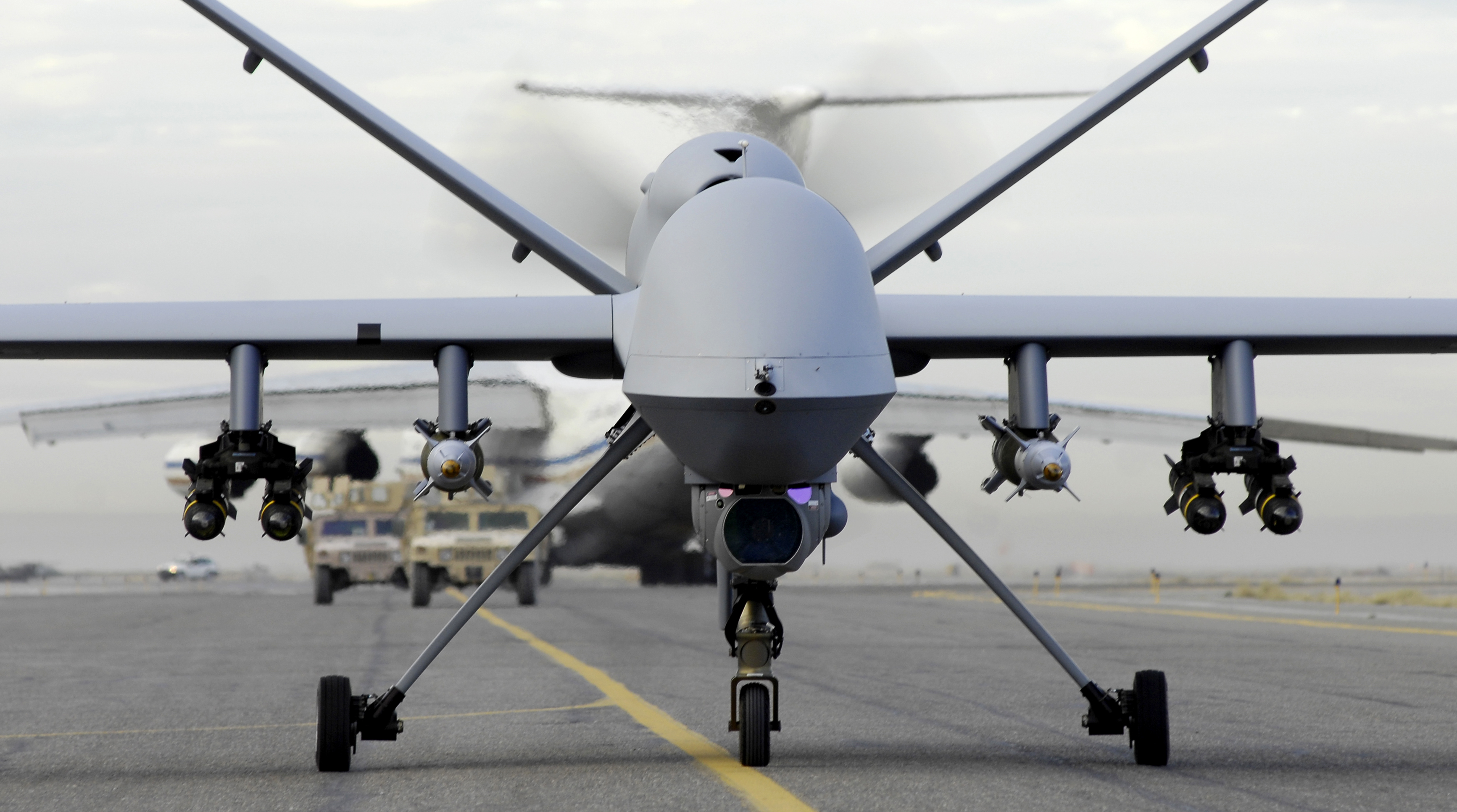
一架正在阿富汗的軍機場跑道上滑行的MQ-9。

- 乘員：無人機無法搭載機上人員，但出勤時需2名位在地面基地中的人員操作，分別擔任飛行員與感應器操作員[173]。
- 降落方式：跑道
- 起飛方式：跑道
- 發動機：蓋瑞特（英语：Garrett AiResearch）/漢威（英语：Honeywell Aerospace）TPE331型（英语：Garrett TPE331）渦槳發動機，可輸出900軸馬力。
- 油載：1,815公斤（4,000磅）
- 長度：11米（36英尺）
- 翼展：20米（66英尺）
- 高度：3.8米（12.5英尺）
- 空重：2,223公斤（4,900磅）
- 最大起飛重量：4,760公斤（10,500磅）[173]

性能
- 實用升限：15千米（50,000英尺）
- 作戰高度：7.5千米（25,000英尺）[174]
- 續航時間：14–28小時（滿負荷續航能力14小時）[175]
- 作戰半徑：1,852公里
- 無武裝續航距離：5,926公里
- 載重：3,750磅（1,700）
- 最大航速：482公里/小時（300英里/小時，260節）
- 巡航航速：276-313公里/小時（172-195英里/小時，150-170節）[176]

傳感器
- AN/APY-8 Lynx II 雷達[177]
- AN/DAS-1 MTS-B光電偵蒐儀[178]
- SeaVue對海搜索雷達[67]

武器
- 6個武器挂架 
  - 1,500磅（680）置于兩個機翼内側武器挂點
  - 500至600磅（230至270）置于兩個機翼中部武器挂點
  - 150至200磅（68至91）置于兩個機翼外側武器挂點
- 使用武器：
4x AGM-114地獄火飛彈
2x GBU-12「鋪路二型」雷射導引炸彈（英语：GBU-12 Paveway II）
GBU-38 JDAM
GBU-49增強型鋪路者 II
GBU-54 LJDAM
AIM-9X響尾蛇飛彈[179]。

## 流行文化
電影《正宗哥斯拉》中出現多架美国空军MQ-9收割者偵察機對哥斯拉進行攻擊。